# Adewale Akinnuoye-Agbaje
Adewale Akinnuoye-Agbaje (IPA: [ˌædeɪˈwɑːleɪ ˌækɪˈnuːeɪ ɑːɡˈbɑːdʒeɪ]; Londra, 22 agosto 1967) è un attore britannico.

## Biografia
Adewale Akinnuoye-Agbaje è nato a Londra il 22 agosto 1967, figlio di immigrati nigeriani di etnia yorùbá. Ha quattro sorelle e parla fluentemente, oltre l'inglese, altre tre lingue: lo yorùbá (la lingua dei suoi genitori), lo swahili e l'italiano. Ha conseguito un master in legge presso la University of London. È un buddhista nichireno praticante, membro della Soka Gakkai International.
Verso la fine degli anni ottanta e l'inizio degli anni novanta Akinnuoye-Agbaje appare in diversi ruoli in vari videoclip musicali. Uno fra i più celebri è il video di Jealousy. Ma la sua popolarità è nata grazie al personaggio di Simon Adebisi, nella serie televisiva Oz della HBO, nella quale recitò per quattro stagioni, dal 1997 al 2000, e per il ruolo di Mr. Eko in Lost. Ha acquisito ulteriore popolarità grazie al ruolo del villain Nykwana Wombosi nel film The Bourne Identity.
Adewale Akinnuoye-Agbaje recita come caratterista e ha ottenuto due nomination nel 2000 e nel 2001 come miglior attore non protagonista per gli Image Awards grazie al personaggio di Simon Adebisi di Oz e una nomination, sempre come miglior attore non protagonista, per i Saturn Award, ma stavolta col personaggio di Mr. Eko di Lost. Nel 2006 ha vinto lo Screen Actors Guild Awards insieme al resto del cast di Lost.
Ha partecipato sia nel Marvel Cinematic Universe sia nel DC Extended Universe, vestendo i panni dei villain Kurse e Killer Croc rispettivamente nei film Thor: The Dark World (2013) e Suicide Squad (2016).
Nel 2022 ha preso parte alla serie televisiva His Dark Materials - Queste oscure materie.

## Filmografia

### Attore

#### Cinema
- Congo, regia di Frank Marshall (1995)
- Il delta di Venere (Delta of Venus), regia di Zalman King (1995)
- Ace Ventura - Missione Africa (Ace Ventura: When Nature Calls), regia di Steve Oedekerk (1995)
- The Legionary - Fuga all'inferno (Legionnaire), regia di Peter MacDonald (1998)
- Red Shoe Diaries 12: Girl on a Bike, regia di Zalman King e Stephen Halbert (2000)
- La mummia - Il ritorno (The Mummy Returns), regia di Stephen Sommers (2001)
- Lip Service, regia di Shawn Schepps (2001)
- The Bourne Identity, regia di Doug Liman (2002)
- Nine Lives (Unstoppable), regia di David Carson (2004)
- La maga delle spezie (The Mistress of Spices), regia di Paul Mayeda Berges (2005)
- On the One, regia di Charles Randolph-Wright (2005)
- Get Rich or Die Tryin', regia di Jim Sheridan (2005)
- G.I. Joe - La nascita dei Cobra (G.I. Joe: Rise of Cobra), regia di Stephen Sommers (2009)
- Faster, regia di George Tillman Jr. (2010)
- Killer Elite, regia di Gary McKendry (2011)
- La cosa (The Thing), regia di Matthijs van Heijningen Jr. (2011)
- Best Laid Plans, regia di David Blair (2012)
- Jimmy Bobo - Bullet to the Head (Bullet to the Head), regia di Walter Hill (2012)
- Thor: The Dark World, regia di Alan Taylor (2013)
- The Inevitable Defeat of Mister and Pete, regia di George Tillman Jr. (2013)
- Pompei (Pompeii), regia di Paul W. S. Anderson (2014)
- Annie - La felicità è contagiosa (Annie), regia di Will Gluck (2014)
- Zona d'ombra (Concussion), regia di Peter Landesman (2015)
- L'ultima parola - La vera storia di Dalton Trumbo (Trumbo), regia di Jay Roach (2015)
- Suicide Squad, regia di David Ayer (2016)
- Elizabeth Blue, regia di Vincent Sabella (2017)
- Wetlands, regia di Emanuele Della Valle (2017)
- Farming, regia di Adewale Akinnuoye-Agbaje (2018)
- Detective Marlowe (Marlowe), regia di Neil Jordan (2022)
- The Union, regia di Julian Farino (2024)

#### Televisione
- Red Shoe Diaries – serie TV, episodio 3x06 (1994)
- New York Undercover – serie TV, episodio 1x25 (1995)
- Viaggio mortale (Deadly Voyage), regia di John Mackenzie – film TV (1996)
- Ventimila leghe sotto i mari (20,000 Leagues Under the Sea), regia di Rod Hardy – film TV (1997)
- Cracker – serie TV, episodio 1x03 (1997)
- Pensacola - Squadra speciale Top Gun (Pensacola: Wings of Gold) – serie TV, episodio 1x05 (1997)
- Oz – serie TV, 32 episodi (1997-2000)
- Linc's – serie TV, episodio 1x13 (1998)
- Una vita per la libertà (Enslavement: The True Story of Fanny Kemble), regia di James Keach – film TV (2000)
- Lost – serie TV, 21 episodi (2005-2006)
- Detective Monk (Monk) – serie TV, episodio 8x02 (2009)
- Strike Back – serie TV, episodi 2x05-2x06 (2011)
- Hunted – serie TV, 8 episodi (2012)
- Il Trono di Spade (Game of Thrones) – serie TV, episodi 5x06-5x07 (2015)
- American Odyssey – serie TV, 9 episodi (2015)
- Ten Days in the Valley – serie TV, 10 episodi (2017)
- Tour de Pharmacy, regia di Jake Szymanski – film TV (2017)
- The Fix – serie TV, 10 episodi (2019)
- His Dark Materials - Queste oscure materie (His Dark Materials) – serie TV, 5 episodi (2022)

### Doppiatore
- Major Lazer – serie animata, 11 episodi (2015)
- Bilal: A New Breed of Hero, regia di Ayman Jamal e Khurram H. Alavi (2015)
- Rapunzel: La serie (Tangled: The Series) – serie TV, 7 episodi (2017-2019)
- La collina dei conigli (Watership Down) – serie TV, 4 episodi (2018)
- Secret Level – serie TV, episodio 1x05 (2024)

### Sceneggiatore
- Africana! – serie TV (2007-2008)

## Doppiatori italiani
Nelle versioni in italiano delle opere in cui ha recitato, Adewale Akinnuoye-Agbaje è stato doppiato da:
- Stefano Mondini in The Legionary - Fuga all'inferno, The Bourne Identity, G.I. Joe - La nascita dei Cobra, La cosa, Jimmy Bobo - Bullet to the Head
- Alberto Angrisano in Hunted, Annie - La felicità è contagiosa, Suicide Squad
- Roberto Draghetti in Detective Monk, Killer Elite, American Odyssey
- Alessandro Rossi in Pompei, Zona d'ombra
- Simone Mori in His Dark Materials - Queste oscure materie, The Union
- Enrico Di Troia in Oz
- Saverio Indrio in Una vita per la libertà
- Paolo Buglioni ne La mummia - Il ritorno
- Saverio Moriones in Nine Lives
- Massimiliano Virgilii in La maga delle spezie
- Roberto Pedicini in Get Rich or Die Tryin
- Roberto Certomà in Lost
- Alessandro Ballico in Faster
- Paolo Marchese in Strike Back
- Fabio Boccanera ne L'ultima parola - La vera storia di Dalton Trumbo
- Giorgio Locuratolo ne Il Trono di Spade
- Massimo Bitossi in Ten Days in the Valley
- Pierluigi Astore in The Fix
- Alessandro D'Errico in Detective Marlowe

Da doppiatore è sostituito da:
- Dario Oppido in Secret Level